# Aeroporto Internacional de Atlantic City
Aeroporto Internacional de Atlantic City (IATA: ACY, ICAO: KACY, FAA LID: ACY) é um aeroporto civil-militar compartilhado localizado 16 quilômetros a noroeste de Atlantic City, Nova Jersey, em Egg Harbor Township, na seção Pomona de Galloway Township e em Hamilton Township .  O aeroporto é acessível através da saída 9 na Atlantic City Expressway . A instalação é operada pela Autoridade de Transporte de South Jersey (SJTA) e pela Autoridade Portuária de Nova York e Nova Jersey, que executa funções de gerenciamento selecionadas. A maior parte do terreno é de propriedade da Federal Aviation Administration e arrendada para a SJTA, enquanto a SJTA é proprietária do edifício do terminal.
A instalação também é uma base para o 177º Esquadrão de Caças da Guarda Aérea Nacional de Nova Jersey, operando o F-16C/D Fighting Falcon, e a Estação Aérea da Guarda Costeira dos Estados Unidos, Atlantic City, operando o Eurocopter HH-65 Dolphin . O aeroporto fica ao lado do Centro Técnico William J. Hughes da FAA, um importante centro de pesquisa e testes para a Federal Aviation Administration e um centro de treinamento para o Federal Air Marshal Service . Foi também um local de pouso alternativo designado para o Ônibus Espacial.
O aeroporto é servido pela Spirit Airlines, que opera os jatos Airbus A319, Airbus A320 e Airbus A321 . Além disso, a Caesars Entertainment tem voos para cidades a leste do rio Mississippi em seu Caesars Rewards Air. Isso é oferecido como uma carta programada durante todo o ano. A United Airlines operou uma série de voos a partir de abril de 2014, mas decidiu que os voos não eram viáveis e interrompeu o serviço em 3 de dezembro de 2014.
A South Jersey Transportation Authority delineou planos para grandes expansões de terminais (além das iniciativas atuais) que podem ser necessárias se mais companhias aéreas servirem o aeroporto. O tráfego de passageiros no aeroporto em 2011 foi de 1.404.119, tornando-o o 102º aeroporto mais movimentado do país. A SJTA possui uma pequena área ao redor do terminal e arrenda pistas e outros terrenos da FAA.

## História

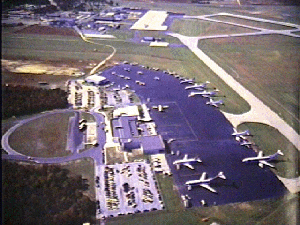
Uma foto inicial do Terminal do Aeroporto de Atlantic City

Em 1942, a Naval Air Station Atlantic City foi construída em 2 444 acre(s)s (9,9 km2)   de terras privadas arrendadas em Egg Harbor Township, Nova Jersey. Seu objetivo era treinar vários grupos aéreos de porta-aviões compostos por esquadrões de caças, bombardeiros e torpedos.

### Base Aérea da Guarda Nacional de Atlantic City
Desde 1958, o aeroporto abriga a Base da Guarda Aérea Nacional de Atlantic City e a 177ª Ala de Caça (177 FW), uma unidade adquirida pelo Comando de Combate Aéreo (ACC) da Guarda Aérea Nacional de Nova Jersey, operando o F-16C/D Falcão de Combate. Desde outubro de 1998, a ala teve um envolvimento ativo na Operação Noble Eagle, Operação Southern Watch, Operação Northern Watch, Operação Enduring Freedom e Operação Iraqi Freedom. Como uma unidade da Guarda Aérea Nacional, o 177 FW tem duas missões federais (aumento da USAF) e estaduais (apoio a Nova Jersey).

### Estação Aérea da Guarda Costeira Atlantic City
A ACY também abriga a Estação Aérea da Guarda Costeira de Atlantic City . O CGAS Atlantic City foi inaugurado em 18 de maio de 1998 e é a mais nova e maior unidade de fuselagem única e instalação das estações aéreas da Guarda Costeira . É um produto da fusão do antigo CGAS Brooklyn/ Floyd Bennett Field, NY e Group Air Station Cape May, NJ em uma unidade. O CGAS Atlantic City consiste em 10 helicópteros HH-65C Dolphin e mantém dois helicópteros Dolphin em status de resposta de 30 minutos. Aproximadamente, 250 funcionários da aviação compõem a equipe de tempo integral da instalação, aumentada por pessoal adicional de meio período da Guarda Costeira e Auxiliar da Guarda Costeira . O CGAS Atlantic City também fornece tripulações e aeronaves para a área de Washington, DC, como parte da Operação Noble Eagle, a missão do Departamento de Defesa USNORTHCOM / NORAD para proteger o espaço aéreo dos EUA e, neste caso, especificamente em torno da capital do país.

## Estatísticas

### Principais destinos
| Classificação | Cidade                        | passageiros |
| ------------- | ----------------------------- | ----------- |
| 1             | Orlando Flórida               | 109.940     |
| 2             | Fort Lauderdale, Flórida      | 81.470      |
| 3             | Fort Myers, Flórida           | 63.900      |
| 4             | Tampa, Flórida                | 48.480      |
| 5             | Myrtle Beach, Carolina do Sul | 43.430      |
| 6             | West Palm Beach, Flórida      | 36.590      |
| 7             | Atlanta, Geórgia              | 11.410      |
| 8             | Miami, Flórida                | 8.890       |
| 9             | San Juan, Porto Rico          | 2.710       |

### Tráfego anual
Ver a consulta original do Wikidata.
| Ano  | passageiros | Ano  | passageiros |
| ---- | ----------- | ---- | ----------- |
| 2000 | 632.691     | 2001 | 830.149     |
| 2002 | 902.196     | 2003 | 1.002.470   |
| 2004 | 1.050.172   | 2005 | 980.477     |
| 2006 | 948.336     | 2007 | 1.176.631   |
| 2008 | 1.097.837   | 2009 | 1.122.816   |
| 2010 | 1.426.799   | 2011 | 1.394.666   |
| 2012 | 1.385.878   | 2013 | 1.136.350   |
| 2014 | 1.211.667   | 2015 | 948.336     |
| 2016 | 1.200.282   | 2017 | 1.200.282   |